# Pristimantis pedimontanus
Espèce
Synonymes
- Eleutherodactylus pedimontanus La Marca, 2004

Statut de conservation UICN

 DD  : Données insuffisantes
Pristimantis pedimontanus est une espèce d'amphibiens de la famille des Craugastoridae.

## Répartition
Cette espèce est endémique du versant Sud de la cordillère de Mérida au Venezuela. Elle se rencontre entre 980 et 1 700 m d'altitude dans les États de Táchira, de Barinas, de Portuguesa et de Lara.

## Description
Les mâles mesurent de 26,2 à 33,6 mm et les femelles de 38,8 à 44,8 mm.

## Publication originale
- La Marca, 2004 : Descripción de dos nuevos anfibios del piedmemonte andino de Venezuela. Herpetotropicos, vol. 1, no 1, p. 1-9 (texte intégral).